# Galaxiella munda
Galaxiella munda é uma espécie de peixe da família Galaxiidae.
É endémica da Austrália.